# Charles Mité
Charles Mitté est un tapissier lorrain du XVIIIe siècle, chargé par le duc Léopold de faire revivre l'art de la tapisserie à Nancy.
Leopold lui a confié la restauration de tentures anciennes dès 1698. 
Son atelier, installé dans le palais ducal, puis à la Malgrange produit des œuvres imparfaites sur la période 1703-1711 puis de grande qualité sur 1711-1718. Il invita plusieurs artistes de la manufacture des Gobelins, notamment Josse Bacor, afin de réaliser des tapisseries sur les modèles des dix-huit cartons de Jean-Baptiste Martin représentant "la grande tenture des victoires de Charles V.